# Zakspeed 841
Der Zakspeed 841 war ein Formel-1-Rennwagen des deutschen Motorsportteams Zakspeed, der 1985 in der Formel-1-Weltmeisterschaft eingesetzt wurde. Das Auto wurde von einem Vierzylinder-Turbomotor angetrieben, den Zakspeed selbst entwickelt hatte. Er galt als der erste Formel-1-Rennwagen seit dem Porsche 804 von 1962, der vollständig in Deutschland entwickelt worden war.

## Hintergrund
Erich Zakowski unterhielt seit den 1960er-Jahren in Niederzissen eine Ford-Vertretung. Ab 1968 nahm er mit Ford-Fahrzeugen, die sein Betrieb selbst vorbereitet hatte, an Motorsportveranstaltungen teil. In den 1970er-Jahren war Zakspeed ein regelmäßiger Teilnehmer an der Deutschen Rennsport-Meisterschaft, die das Team mehrfach gewann. Zakspeed erhielt in dieser Zeit zunehmend Werksunterstützung. Zu Beginn der 1980er-Jahre war Zakspeeds Motorsportprogramm breit aufgestellt: Das Team war mit modifizierten Ford-Fahrzeugen in der Gruppe 2 und der Gruppe 5 engagiert. In den späten 1970er-Jahren wurde Zakspeed zu einem „Turbopionier“: Ab 1978 setzte das Team selbst entwickelte aufgeladene Vierzylindermotoren im Rennsport ein, die auf Ford-Blöcken basierten. Die über 700 PS starken Zakspeed-Rennwagen, die auf Serienmodellen von Ford wie dem Capri beruhten, gehörten in ihren Serien zu den leistungsfähigsten Fahrzeugen, und Zakspeeds Erfahrung im Umgang mit aufgeladenen Rennsportmotoren wuchs zunehmend.
Zu Beginn der 1980er-Jahre hoffte Erich Zakowski, von Ford den Auftrag zur Entwicklung eines Turbomotors für die Formel 1 zu erhalten. Letztlich gab Ford aber den Auftrag an das britische Tochterunternehmen Cosworth, das den Motor Anfang 1986 einsatzbereit hatte. Erich Zakowski entschied sich daraufhin im Sommer 1983, eigenverantwortlich und ohne finanzielle Unterstützung von Ford in die Formel 1 aufzusteigen. Zakspeed entwickelte in den folgenden Monaten einen Turbomotor nach Formel-1-Regeln und ein eigenes Chassis, dessen Prototyp im Sommer 1984 fahrbereit war. Das Formel-1-Debüt  fand erst ein halbes Jahr später in der Saison 1985 statt.
Zakspeed war neben Ferrari und Renault das einzige Team, das Chassis und Motor selbst herstellte.

## Technik
Der 841 war der  erste von Zakspeed konstruierte Monoposto. Die Entwicklung leitete der ehemalige Chevron-, March- und Maurer-Mitarbeiter Paul Brown, die Aerodynamik entwickelte der langjährige Zakspeed-Techniker Helmut Barth. Bei seinem Debüt wurde das Auto als dem Stand der Zeit entsprechend wahrgenommen.
Das Chassis hatte einen Aluminiumkern mit ergänzenden Kohlefaserkomponenten. Es wog 26 kg. Die Windkanaltests wurden in den Einrichtungen der Universität Aachen durchgeführt; Zakspeed behauptete, das Team habe 600 Stunden Forschungsarbeit im Windkanal verbracht. Die Aufhängung der Vorderräder bestand aus doppelten Dreiecksquerlenkern.  Die Stoßdämpfer lieferte Koni. Eine Besonderheit des 841 war die Aufteilung der Kühler: Der Wasser- und der Ölkühler befanden sich im rechten Seitenkasten, während der Ladeluftkühler im linken Seitenkasten untergebracht war. Das Getriebe bezog Zakspeed von Hewland, modifizierte aber das Gehäuse.
Zakspeeds Motor war ein Reihenvierzylinder, der unter der Leitung von Norbert Kreyer entwickelt worden war. Zeitweise war der italienische Ingenieur Gianni Marelli, der zuvor bei Ferrari und Alfa Romeo gearbeitet hatte, in beratender Funktion für Zakspeed tätig. Der Motor hatte keine Verbindung zu Zakspeeds früheren Turbomotoren, die im Kern auf Triebwerken von Ford basierten. Der Zylinderblock bestand aus Aluminium. Die beiden obenliegenden Nockenwellen wurden von Zahnrädern angetrieben. Kreyer verwendete einen Turbolader, der von KKK bezogen wurde; die Saugrohreinspritzung lieferte Kugelfischer. Anfänglich handelte es sich um eine rein mechanische Einspritzung; erst zum Großen Preis von Großbritannien im Juli 1985 war ein von Zakspeed selbst entwickeltes elektronisches Kontrollsystem einsatzbereit. Die Zündung war ebenfalls eine Eigenentwicklung Zakspeeds. Der Motor wog ohne Turbolader 125 kg. Die Verdichtung lag anfänglich bei 6,5:1; im Laufe des Sommers 1985 wurde sie auf 7,0:1 erhöht.
Zur Leistung des Motors gibt es unterschiedliche Angaben. Zakspeed selbst spricht rückblickend in einer Veröffentlichung aus dem Jahr 2011 von 700 PS. Einige Quellen geben 700 bis 750 PS an,  andere gehen von 800 bis 820 PS aus.
Im Laufe der Entwicklung nahm Zakspeed zahlreiche Detailmodifikationen vor. Unter anderem wurde der Öltank von 8 auf 12 Liter vergrößert, was eine Verlängerung des Radstands um 80 mm erforderlich machte.
Zakspeed verwendete Treibstoff von Shell; die Reifen kamen von Goodyear.

## Produktion
Zakspeed stellte zwei Exemplare des 841 her. Das erste Fahrzeug war im Sommer 1984 einsatzbereit, das zweite erst im Mai 1985. Der 841/02 war geringfügig verwindungssteifer als das erste Exemplar, gleichwohl aber leichter. Das Gewicht wurde mit 565 kg angegeben.

## Präsentation und Rennvorbereitung
Zakspeed plante zunächst das Formel-1-Debüt für den Großen Preis von Deutschland 1984. Aufgrund von Verzögerungen im Produktionsprozess hatte das Team zu dieser Zeit jedoch nicht genügend Material für die Aufnahme des Rennbetriebs zur Verfügung.
Allerdings legte Zakspeed die öffentliche Vorstellung des 841 auf das Wochenende des Großen Preises von Deutschland. Der Wagen war zu dieser Zeit silberfarben lackiert. Nach dem Ende des Rennens führte Manfred Winkelhock auf dem Hockenheimring einen sogenannten Shakedown durch, der nach Aussagen der Zakspeed-Techniker weitgehend problemlos verlief. Im Laufe des Jahres 1984 folgten weitere Testfahrten in Misano mit Winkelhock und, im Dezember 1984, auf dem Circuit Paul Ricard in Südfrankreich. Diese Tests führte Jonathan Palmer durch.

## Die Rennen
Zakspeed debütierte in der Formel-1-Saison 1985. Im März 1985 war es Erich Zakowski gelungen, einen langfristig angelegten Sponsorvertrag mit dem Hamburger Zigarettenhersteller Reemtsma zu schließen. Reemtsma war Titelsponsor und warb mit der Marke West auf den Zakspeed-Autos. In Ländern, in denen Zigarettenwerbung verboten war, wurde der West-Schriftzug verfremdet, später wurde er gelegentlich in „East“ umgewandelt.
Aus Kostengründen beschränkte sich Zakspeed in der ersten Formel-1-Saison auf die europäischen Rennen. Das Team meldete ebenso wie Spirit, Minardi und Osella nur ein Auto. Als Fahrer wurde Jonathan Palmer verpflichtet, da Winkelhock, der Testfahrer des vergangenen Jahres, zwischenzeitlich bei RAM Racing unter Vertrag stand. Nachdem Palmer beim 1000-km-Rennen von Spa-Francorchamps verunglückt war und daraufhin für mehrere Wochen ausfiel, ersetzte Zakspeed ihn für die letzten Rennen des Jahres durch Christian Danner, der hier sein Formel-1-Debüt gab und ohne Gage antrat.
Das erste Rennen des Teams war der Große Preis von Portugal 1985, der zweite Weltmeisterschaftslauf des Jahres. Palmer qualifizierte sich für den 23. Startplatz, hinter den beiden Tyrrell, die noch Saugmotoren von Cosworth einsetzten, und vor den turbogetriebenen Wagen von Spirit und Osella (FA1F). Seine beste Rundenzeit lag 6,5 Sekunden über der Polezeit von Ayrton Senna im Lotus-Renault; in der Höchstgeschwindigkeit fehlten ihm 20 km/h auf den Lotus. Im Rennen schied Palmer vorzeitig aus. Beim Start war er mit dem stehen gebliebenen Williams FW10 von Keke Rosberg kollidiert. Dadurch hatte er sich einen Aufhängungsschaden zugezogen, der in der zweiten Runde zu einem technischen Ausfall führte. Beim anschließenden Großen Preis von San Marino qualifizierte sich Palmer für Startplatz 17; dies war Zakspeeds bestes Qualifikationsergebnis im Jahr 1985. Bei der Einführungsrunde vor dem Rennen kam es zu Fehlzündungen und einem Motordefekt, sodass Palmer in Imola letztlich nicht startete. In Monaco kam Palmer mit vier Runden Rückstand auf Platz 11 ins Ziel. Es war die erste und zugleich letzte Zielankunft des Zakspeed 841. Bei den weiteren acht Rennen, an denen Zakspeed 1985 teilnahm, fielen die Fahrer jeweils infolge von Schäden im Motorenumfeld aus. Mehrfach gab es Probleme mit dem Öldruck (Frankreich und Niederlande), einmal fiel die Lichtmaschine aus, und beim Großen Preis von Deutschland brach die Nockenwelle nach 17 Runden.

## Jonathan Palmer über den Zakspeed 841
Jonathan Palmer hielt den Zakspeed ungeachtet der Tatsache, dass er mit dem Fahrzeug nur einmal ins Ziel kam, für ein solides Auto. In einem Interview mit der Zeitschrift Fast Lane führte er im Oktober 1985 aus, dass der Zakspeed den Wagen von Minardi, RAM und Osella deutlich überlegen sei:
Der Motor hält die Leistung und ist gut ansprechbar. Das ist ein gutes Ergebnis für ein Team, das sich in seinem ersten Formel-1-Jahr befindet. Ich war im 841 bei jedem Rennen zwei bis drei Sekunden pro Runde schneller als ich es im vergangenen Jahr im RAM gewesen war.

## Rennergebnisse
| Fahrer               | Nr.                  | 1 | 2   | 3   | 4  | 5 | 6 | 7   | 8   | 9   | 10  | 11  | 12 | 13  | 14  | 15 | 16 | Punkte | Rang |
| -------------------- | -------------------- | - | --- | --- | -- | - | - | --- | --- | --- | --- | --- | -- | --- | --- | -- | -- | ------ | ---- |
| Formel-1-Saison 1985 | Formel-1-Saison 1985 |   |     |     |    |   |   |     |     |     |     |     |    |     |     |    |    | 0      | -    |
| Jonathan Palmer      | 30                   |   | DNF | DNS | 11 |   |   | DNF | DNF | DNF | DNF | DNF |    |     |     |    |    | 0      | -    |
| Christian Danner     | 30                   |   |     |     |    |   |   |     |     |     |     |     |    | DNF | DNF |    |    | 0      | -    |

| Legende  | Legende            | Legende                                                          |
| Farbe    | Abkürzung          | Bedeutung                                                        |
| -------- | ------------------ | ---------------------------------------------------------------- |
| Gold     | –                  | Sieg                                                             |
| Silber   | –                  | 2. Platz                                                         |
| Bronze   | –                  | 3. Platz                                                         |
| Grün     | –                  | Platzierung in den Punkten                                       |
| Blau     | –                  | Klassifiziert außerhalb der Punkteränge                          |
| Violett  | DNF                | Rennen nicht beendet (did not finish)                            |
| Violett  | NC                 | nicht klassifiziert (not classified)                             |
| Rot      | DNQ                | nicht qualifiziert (did not qualify)                             |
| Rot      | DNPQ               | in Vorqualifikation gescheitert (did not pre-qualify)            |
| Schwarz  | DSQ                | disqualifiziert (disqualified)                                   |
| Weiß     | DNS                | nicht am Start (did not start)                                   |
| Weiß     | WD                 | zurückgezogen (withdrawn)                                        |
| Hellblau | PO                 | nur am Training teilgenommen (practiced only)                    |
| Hellblau | TD                 | Freitags-Testfahrer (test driver)                                |
| ohne     | DNP                | nicht am Training teilgenommen (did not practice)                |
| ohne     | INJ                | verletzt oder krank (injured)                                    |
| ohne     | EX                 | ausgeschlossen (excluded)                                        |
| ohne     | DNA                | nicht erschienen (did not arrive)                                |
| ohne     | C                  | Rennen abgesagt (cancelled)                                      |
| ohne     | keine WM-Teilnahme |                                                                  |
| sonstige | P/fett             | Pole-Position                                                    |
| sonstige | 1/2/3/4/5/6/7/8    | Punktplatzierung im Sprint-/Qualifikationsrennen                 |
| sonstige | SR/kursiv          | Schnellste Rennrunde                                             |
| sonstige | *                  | nicht im Ziel, aufgrund der zurückgelegten Distanz aber gewertet |
| sonstige | ()                 | Streichresultate                                                 |
| sonstige | unterstrichen      | Führender in der Gesamtwertung                                   |